# Consoles de jogos eletrônicos de sexta geração
Na história dos consoles de videogame, a sexta geração (também conhecida como a era dos 128-bits) compreende alguns dos consoles lançados a partir de 1998, mais especificamente o Sega Dreamcast, o PlayStation 2, o Nintendo GameCube e o Xbox. Essa sexta geração é marcada pela entrada da Microsoft no mercado dos videogames, bem como pelo fato de ser a última geração de aparelhos na qual a Sega ainda atuava na área de consoles. Atualmente, a empresa japonesa atua apenas na área de jogos eletrônicos. Foi sucedida pela sétima geração, quando a Nintendo consegue ampliar de modo considerável sua participação no mercado com seu Nintendo Wii.
O termo "era dos 128 bits" é enganador, uma vez que o desempenho dos consoles passou a depender principalmente de outros fatores: a partir de um certo número elevado de bits (correspondente ao comprimento das palavras do processador), o ganho obtido com o alongamento das palavras tornam-se de fato menores. Na realidade as CPU's utilizadas por esses consoles eram de 32 bits, sendo a especificação 128 bits apenas uma estratégia de marketing utilizada pelos fabricantes para passar a impressão de serem mais avançados que a geração anterior, vendida como sendo 32/64 bits. Os consoles eram de fato mais avançados que os anteriores, mas por serem mais velozes e com maior quantidade de memória, e não pelo número de bits. Geralmente os fabricantes utilizavam qualquer contagem de bits com valores altos presentes no sistema, como a largura do barramento ou dos registradores SIMD, para anunciar a arquitetura do console. Para comparação, os primeiros PC's, lançados pela IBM, eram de 16 bits, pois utilizavam CPU's 8088 de 16 bits e podiam utilizar um co-processador aritmético 8087 de 80 bits, mas, mesmo assim, eles ainda eram computadores de 16 bits, e não de 80 bits.

## História
A sexta geração, a dos 128 bit, começou com o lançamento do Sega Dreamcast (1998 no Japão, 1999 nos Estados Unidos). O Dreamcast teve boa aceitação nos mercados americano, europeu e japonês. Considerado bastante inovador para sua época, chegou a vender mais de 10 milhões de unidades. Em março de 2000, a Sony lança o PlayStation 2, com uma agressiva campanha de marketing. Capaz de rodar DVD's, com um processador gráfico de 147,5 MHz, podendo gerar 70 milhões de polígonos por segundo, o console ofuscou tecnologicamente o Dreamcast. Somando-se a isso os prejuízos decorrentes do fracasso de seu console anterior, o Saturn, a Sega decide abandonar o mercado de consoles caseiros e descontinuar a produção do Dreamcast. No mesmo ano de 2001, Nintendo e Microsoft lançam seus consoles de 128-bit, com processadores ainda mais poderosos que os do PS2.
O PlayStation 2, lançado em 2000, continuou o legado de sucesso do PlayStation. Apoiado pela compatibilidade com jogos do original, o fato de rodar DVDs, e apoio da maior parte dos desenvolvedores, o PS2 vendeu 138 milhões de unidades em 8 anos. Mesmo após o lançamento do sucessor, o PlayStation 3, continuou sendo comercializado até 2013.
A Nintendo anunciou em 1999 que estava desenvolvendo o sucessor do N64, com processadores desenvolvidos pela IBM. Originalmente com o codinome "Dolphin", em 2000 fora batizado como Nintendo GameCube, e lançado em 2001. Com medo da pirataria, a Nintendo não fez jogos em DVDs normais, mas em mini-DVDs com capacidade para 1,5 gigabytes. Com essa mídia diferente, e a imagem "familiar" da Nintendo, muitos fabricantes não colaboraram com o console. Ficou em 2º lugar na Europa e Japão, perdendo somente para o PlayStation 2. Apoiado principalmente por jogos da própria Nintendo, o GameCube já vendeu legalmente mais de 21 milhões de unidades.
O projeto do console da Microsoft iniciou-se em 1999, sendo anunciado por Bill Gates na Game Developers Conference em 2000. O nome inicialmente era DirectXbox, para destacar o extensivo uso do DirectX (algumas pistas se mantiveram após a redução do nome, como o logo do Xbox e o "X" no topo do console).
No dia 8 de Novembro de 2001 o console foi oficialmente lançada no mercado norte-americano, esgotando-se rapidamente. Em 2002, foi lançada na Europa e no Japão, onde a Microsoft conseguiu finalmente promover um boa imagem em território nipônico, unindo-se a Sega e lançando diversos títulos de sucesso clássicos como Jet Set Radio, Sega Gt, Panzer Dragon, entre outros.
Também compatível com DVDs, e com um disco rígido para salvar jogos e músicas, o console possuía poucos jogos exclusivos (como a bastante vendida série Halo), mas geralmente recebia as melhores conversões. A Microsoft alcançou o segundo lugar no mercado somente na América do Norte, com 23 milhões de unidades.

## Comparação
| Nome                                  | Dreamcast | PlayStation 2 | Nintendo GameCube | Xbox |
| Fabricante                            | Sega | Sony Computer Entertainment | Nintendo | Microsoft |
| ------------------------------------- | --- | --- | --- | --- |
| Console                               | | | | |
| Preço no Brasil                       | R$ 850,00 (lançamento) R$ 210,00 (final) | R$ 1 999,99 (lançamento) R$ 299,90 (final) | R$ 1 000,00 (lançamento) R$ 350,90 (final) | R$ 1 950,00 (lançamento) R$ 500,95 (final) |
| Jogo(s) mais vendido(s)               | Sonic Adventure | Grand Theft Auto: San Andreas | Super Smash Bros. Melee | Halo 2 |
| Data(s) de lançamento                 | 27 de novembro de 1998 9 de setembro de 1999 14 de outubro de 1999                                                                                           | 4 de março de 2000 26 de outubro de 2000 24 de novembro de 2000 30 de novembro de 2000 24 de janeiro de 2002 22 de fevereiro de 2002 1 de janeiro de 2004 | 14 de setembro de 2001 18 de novembro de 2001 3 de maio de 2002 17 de maio de 2002                                                                       | 15 de novembro de 2001 22 de fevereiro de 2002 14 de março de 2002                                                                                                 |
| Data(s) de lançamento no Brasil       | 10 de outubro de 1999 | 15 de outubro de 2009 (Antes disso era facilmente encontrado em lojas de importação).                                                                     | 23 de agosto de 2002 | 27 de fevereiro de 2002 |
| Descontinuado                         | - AN: 24 de fevereiro de 2004 - EU: 2003 - AU: 2003 - JP: 2007                                                                                               | - JP: 28 de dezembro de 2012 - WW: 4 de janeiro de 2013                                                                                                   | 2007 | - JP: 2007 - AN: 2009 - EU: 2008 |
| Acessórios                            | - Visual Memory Unit - Dreamcast mouse and keyboard - Fishing Rod - Microphone - Light Gun - Dreameye camera - Samba de Amigo Maracas (controller) - Mais... | - PlayStation 2 HDD - Network adapter - EyeToy - PlayStation 2 DVD remote control - Guitar Hero Controller - Multi Tap - Mais...                          | - Wavebird - GameCube-GBA cable - Modem adaptor and Broadband adapter - Game Boy Player - DK Bongos - Dance pad - Nintendo GameCube Microphone - Mais... | - Xbox Live Starter Kit - Xbox Media Center Estender - DVD Playback Kit - Xbox Music Mixer - Memory Unit (8 MB) - Logitech Wireless Controller (2.4 GHz) - Mais... |
| CPU                                   | 200 MHz SuperH SH-4 | 294 MHz MIPS "Emotion Engine" | 485 MHz PowerPC "Gekko" | 733 MHz x86 Intel Celeron/PIII Custom Hybrid |
| GPU                                   | 100 MHz NEC/VideoLogic PowerVR CLX2 | 147 MHz "Graphics Synthesizer" | 162 MHz ATI "Flipper" | 233 MHz Custom Nvidia NV2A |
| RAM                                   | Main RAM 16 MB SDRAM Video RAM 8 MB Sound RAM 2 MB | Main RAM 32 MB RDRAM Video RAM 4 MB | Main RAM 24 MB 1T-SRAM Video RAM 3 MB embedded 1T-SRAM 16 MB DRAM                                                                                        | 64 MB unified DDR SDRAM |
| Serviço online                        | Dreamarena, GameSpy, SegaNet | modem (NA) 10/100 a parte (versões 30001 a 50001), embutido no console (versão Slim 70000)                                                                | Sega, Lan play, Emulation-online adapter required | Xbox Live |
| Compartibilidades com outros consoles | Neo Geo Pocket Color | PlayStation | GB, GBC, e GBA (usando Game Boy Player) | — |
| Software do sistema                   | SegaOS, WindowsCE, KallistiOS | proprietary OS, Linux DVD Playback Kit | proprietary OS, startup disc for Game Boy Player | Xbox Music Mixer DVD Playback Kit, Windows 2000 Customizado. |
| Programação do consumidor             | Homebrew possível | Yabasic software | Homebrew possível via hack | Softmods e hardware modchips |

### Total de vendas (em milhões de unidades)
| Console       | América do norte | Europa | Japão | Resto do mundo | Total  |
| ------------- | ---------------- | ------ | ----- | -------------- | ------ |
| PlayStation 2 | 53.65            | 55.28  | 23.18 | 25.57          | 157.68 |
| Xbox          | 15.77            | 7.17   | 0.53  | 1.18           | 24.65  |
| GameCube      | 12.55            | 4.44   | 4.04  | 0.71           | 21.74  |
| Dreamcast     | 3.90             | 1.91   | 2.25  | 1.07           | 9.13   |

## Portáteis
- Visual Memory Unit (1998)
- Neo Geo Pocket Color
 1998-2001
- Game Boy Advance
 2001-2004
- Nokia N-Gage
 2003 - 2005
- Tapwave Zodiac (2003-2004)

### História
Os portáteis no Brasil são tomados pela Nintendo, a série Pokemon foi febre no Brasil. A competição foi entre o N-Gage e o Game Boy Advance, também tinha o Swan Crystal, que acabou sendo descontinuado. Ele ficou por um ano como concorrente do Game Boy, porém quando N-Gage foi lançado, a concorrência ficou pesada e ele parou de ser vendido. Teve também o Neo Geo Pocket Color.

### Ficha técnica do N-gage
- Jogos vendidos em cartão MMC, protegidos contra cópia.
- Jogos para um jogador, ou também para mais usuários que podem jogar através de Bluetooth ou GPRS 1 (Conexão em alta velocidade).
- Ergonomicamente elaborado para utilização das duas mãos, com teclas alocadas nos dois lados do display.
- Memória de 3.4 MB em flash.
- Toca músicas em MP3 e AAC.
- Sintonizador de TV via GPRS, hoje no Brasil estão disponíveis 12 canais.

- Gravador integrado (AAC).
- Download de músicas do PC com caboUSB.
- Ao se plugar na USB se transforma em um drive virtual.
- Arquivos de músicas salvos em cartões MMC.
- Viva voz para ouvir músicas (O N-Gage vira um rádio portátil, serve para MP3 e rádio FM).
- Botão de atalho para ligar o MP3 player (somente no modelo classic,nao no QD).
- Memoriza até 20 estações de rádio.
- Capacidade para E-mails (IMAP4, POP3, SMTP, MIME2), porém todos eles tem que ser armazenados na memória interna, para armazenar no MMC vc deve fazer uma transferência manual.
- Mensagens Multimídia (enviar, responder, encaminhar, tocar e parar áudios, inserir multimídia,…) fácil com conexão em alta velocidade GPRS.
- Múltiplo envio de SMS, concatenação de mensagens, modelos – mensagens de texto predefinidas, smilies :-) e mensagens com imagens.
- Troca de mensagens instantâneas com outros usuários conectados por SMS ou Bluetooth (o último através de software de terceiros).
- Display colorido de 176 x 208 pixels.
- Antena Interna (E utiliza o cabo do fone como antena para o rádio).
- Bluetooth 1.0.
- Conexão USB 1.1. para Download de músicas digitais do PC (Não carrega na USB).

Obs.:
* O cabo USB serve apenas para colocar arquivos no MMC (funciona como um drive externo).
* Para uma melhor experiência, é necessário que seu micro tenha Bluetooth (para usar por exemplo o modem, o Nokia PC Suite, entre outras funcionalidades).
* Utilizando determinados cartões MMC, podem surgir certas dificuldades como o não reconhecimento dos MP3's, arquivos SIS colocados no root do MMC entre outros.
Felizmente para contornar a maioria destes problemas você pode utilizar um gerenciador de arquivos (como o FExplore por exemplo), que permite instalar arquivos SIS, JAR/JAD, a partir daí você pode instalar programas adicionais que permitem rodar MP3's, OGG's, WMA, entre tantas outras mídias além de outras vantagens como limpeza de memória.
O detalhe é que todos os gerenciadores de arquivos que encontrei estão disponíveis apenas no formato SIS, fazendo-se necessário portanto o Bluetooth no micro, para contornar esta situação você pode utilizar um aplicativo como o UnMakeSIS que serve para extrair o conteúdo do arquivo SIS e depois copiar este conteúdo para dentro do MMC, veja bem, não vá sobrescrever nenhuma pasta, crie apenas as pastas inexistentes e copie para dentro delas os respectivos arquivos.

### Ficha Técnica do Neo-Geo Pocket Color
- Processador Central: Toshiba TLCS900H de 16-bit a 6,144 MHz.
- Processador de som: Z-80 de 8-bit a 3,072 MHz.
- Memória RAM: 12K para o 900H e 4K para o Z-80.
- Ecrã: LCD 2.6" a cores.
- Resolução: 160 x 152 pixels.
- Áudio: Som Stereo.
- Bateria: 40 horas usando 2 pilhas tipo AA.
- Software incluído: Relógio Mundial, Alarme, Calendário e Horóscopo.

### Ficha Técnica Game Boy Advance

#### Hardware
O Game Boy Advance é retrocompatível com a maioria dos jogos lançados para o Game Boy e o Game Boy Color, assim como novos jogos desenvolvidos para levar vantagem das novas capacidades técnicas do sistema. É alimentado por duas pilhas AA, que fornecem cerca de 5-10 horas de jogo, assim como uma fonte opcional de energia que é conectada diretamente nas entradas de pilha do GBA. A versão SP do GBA vem com uma bateria recarregável de íons de lítio e acompanha carregador bivolt automático.

#### Processadores
O GBA possui um processador 32-bit ARM de 16,8-MHz personalizado. É baseado na arquitetura RISC, muito mais destinada a linguagem de programação C que os processadores 8-bit Z-80A usados em versões anteriores do Game Boy. O processador ARM pode ser executado em ambos modos 32-bit ARM e 16-bit "Thumb". O sistema também contém um processador Z-80A de 8,4-MHz para fornecer suporte aos jogos antigos do Game Boy, porém os dois processadores não podem funcionar ao mesmo tempo.

#### Dimensões
Comprimento: 144,5 mm 
Largura: 24,5 mm
Altura: 82 mm
Peso: 140 g

#### Tela
A tela de 2,9" LCD é capaz de uma resolução máxima de 240 x 160 pixels em cores de 15-bit (32 768 corres). Esta tela possui mais pixels que os 160 x 144 do Game Boy, e quando os jogos da plataforma antiga são rodados o jogador pode apertar "L" ou "R" para selecionar entre um modo de 160 x 144 com uma tarja preta ou aumentar a escala para 240 x 144 pixels.
Uma das "falhas" da tela LCD é que ela é iluminada pela luz ambiente. Jogadores normalmente precisam inclinar o portátil para levar vantegem de alguma fonte de luz externa. Diversas modificações de luzes tentaram resolver o problema, até o lançamento do Game Boy Advance SP.

#### Gráficos
O hardware do GBA possui suporte para operações simples em 2D usando elementos gráficos chamados de sprites.
Jogos mais recentes foram aos limites do GBA com gráficos simples em 3D. Estes jogos incluem V-Rally 3, Asterix and Obelix XXL, medal of honor underground, Top Gear Rally, Monster Truck Madness, Driver 2 e muitos outros jogos com engines em 3D real. Outros jogos em pseudo-3D como os da série Doom e Duke Nukem também tinham alguns dos gráficos mais bonitos do portátil. Utilizando sprites 2D para objetos e gráficos pseudo-3D para a arquitetura, estes jogos normalmente tinham uma boa taxa de quadros por segundo. Alguns acham que jogos 3D são um avanço bem-vindo para o GBA, enquanto alguns acham que os desenvolvedores estão indo além das capacidades do sistema. Com a lançamento do Nintendo DS, jogos em 3D para o GBA terão, provavelmente, sua produção limitada.

#### Conectividade

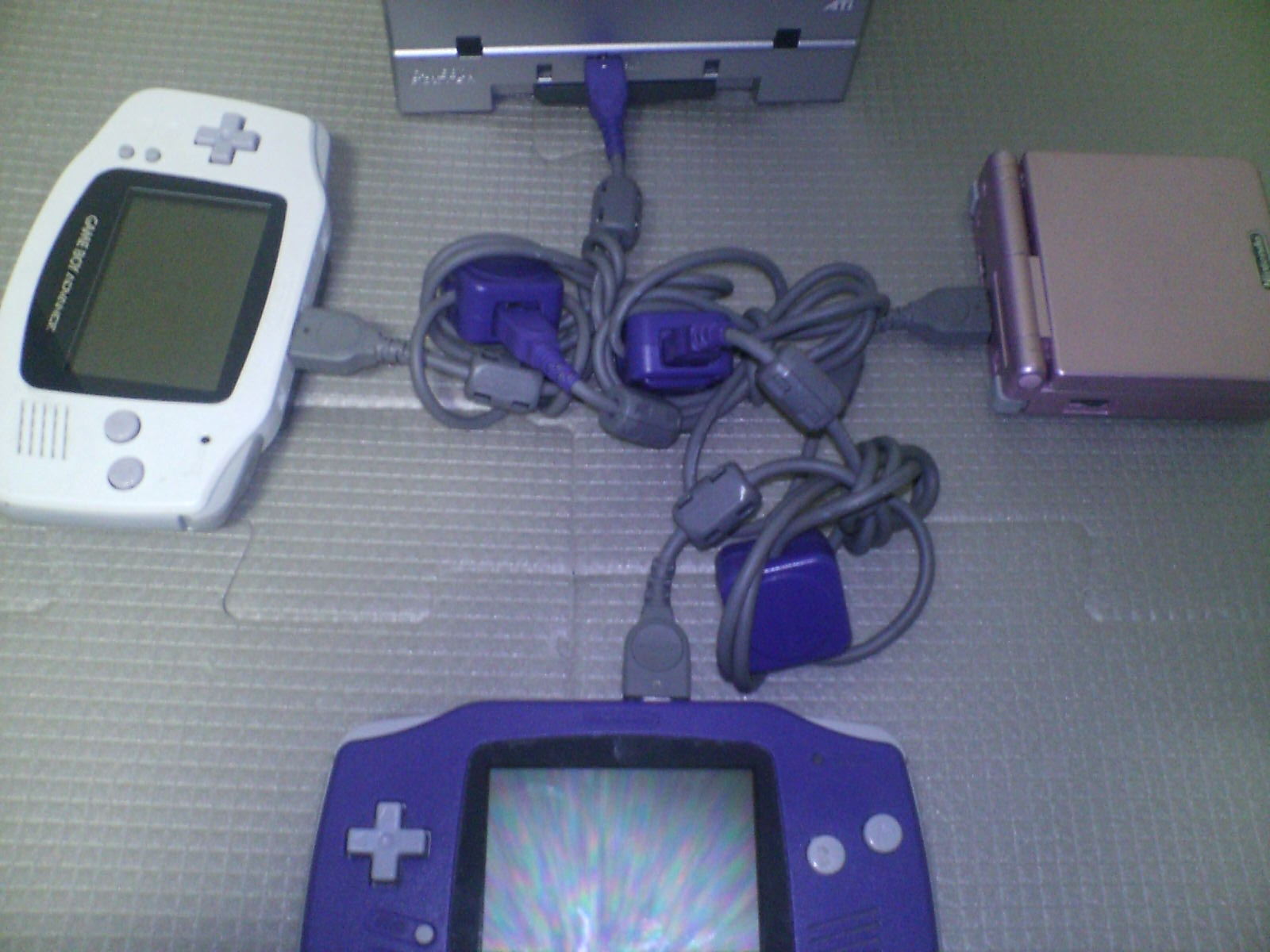
Conexão entre 4 jogadores com 2 GBAs, 1 GBA SP e 1 GameCube com um Game Boy Player como acessório

O GBA possui uma porta de série para conectar com outros GBAs de maneira similar ao sistema token ring. Um GBA também pode receber 256 KB de pela porta, até mesmo quando não há nenhum cartucho inserido. Isto é usado para conexões multiplayer onde vários GBAs podem jogar com apenas 1 cartucho; o GBA com o cartucho manda esta data para os outros GBAs sem cartucho.
A porta de série também pode (com o cabo apropriado) conectar com uma porta RS-232 para debugs e (hipoteticamente) multiplayer na Internet, porém protocolo TCP/IP ainda precisa ser estabelecido para os jogos do GBA. O lançamento do Nintendo DS em 2004 tornou esta função ainda mais improvável, devido a presença da rede Wi-Fi no lançamento do sistema.
Para conectar jogos de GBA, um cabo GBA link é necessário. Para conectar com os antigos jogos do GB ou GB Color, o cabo do GB antigo é necessário, mesmo se dois GBAs estiverem em uso.
A Nintendo também introduziu a conectividade entre o Game Boy Advance e o GameCube através do GameCube-GBA cable. Esta função poderia destravar funções, além de funcionar como uma segunda tela, além de outras coisas. Esta função não foi muito popular, e foram poucos os jogos que a utilizaram.
O Game Boy Advance Wireless Adapter foi lançado no dia 7 de Setembro de 2004 nos Estados Unidos. Ele permitia conexões entre GBAs sem fios, com mais de 4 jogadores ao mesmo tempo. Ele veio junto com o jogo Pokémon FireRed and LeafGreen. Entretando, um jogo, para aproveitar as funções sem-fio do acessório, precisava ser desenvolvido com esta capacidade, sendo apenas alguns jogos compatíveis.
O Game Boy micro introduziu outro tipo de porta; para fazer o portátil ainda menor, o link multiplayer foi reduzido. Nintendo lançou um adaptador GBM-GBM e GBA-GBM para possibilitar compatibilidade máxima entre os dois sistemas. A Nintendo também lançou um acessório especial sem fio para o Game Boy Micro. Estes produtos são vendidos apenas no site da Nintendo.com.

### Compartibilidades

#### Neo Geo Pocket Color
- a cabo com Dreamcast.

#### Game Boy Advance
- Game Boy Color
- Game Boy
- a cabo com Game Cube

#### N-gage
- a cabo com Windows XP
- a cabo com Windows ME
- a cabo com Windows 98
- a cabo com Windows 2000

### Unidades vendidas (em milhões)
| Console              | América do Norte | Europa | Japão | Resto do mundo | Total                                 |
| -------------------- | ---------------- | ------ | ----- | -------------- | ------------------------------------- |
| Game Boy Advance     | 40,39            | 21,31  | 16,96 | 2,85           | 81,51                                 |
| N-Gage               | -                | -      | -     | -              | 21,8 milhões(10 de maio de 2006)      |
| Neo Geo Pocket Color | -                | -      | -     | -              | 20,3 milhões (30 de setembro de 2006) |

### Datas de lançamentos
| 21 de março de 2001 11 de junho de 2001 22 de junho de 2001 4 de março de 2002 8 de junho de 2004 | 3 de agosto de 1999 4 de dezembro de 1999 2 de março de 2000 5 de outubro de 2000 | 2 de setembro de 2003 3 de outubro de 2003 3 de agosto de 1999 4 de outubro de 2003 17 de outubro de 2003 |

## Observações
- Resident Evil 4, inicialmente, era uma exclusividade para o GameCube. Mais tarde, o jogo ganhou versões para PlayStation 2, PC e Wii.
- Halo é a série de mais sucesso do Xbox, com 5 títulos lançados só para a franquia original.
- Grand Theft Auto III foi um dos jogos de maior sucesso do PlayStation 2, isso graças a mudança significativa dos gráficos 2D para 3D, algo feito anteriormente apenas pela série Driver do primeiro PlayStation.
- Metroid Prime, de Gamecube, recebeu melhorias quanto a parte gráfica. Indo pela primeira vez de 2D a 3D.
- Soul Calibur é considerado o melhor jogo de DreamCast.
- Eternal Darkness foi um dos melhores jogos de survival horror para o GameCube.
- Kingdom Hearts, um jogo multiplataforma, foi considerado um dos melhores RPG da geração.
- Star Wars: Bounty Hunter, tem melhores gráficos no Gamecube do que no PlayStation 2.